# Мейдич Олег Леонідович
Олег Леонідович Мейдич (нар. 24 листопада 1970, м. Калинівка, Вінницька область) — український підприємець, політик. Народний депутат України 9-го скликання від ВО «Батьківщина».
Голосував за закон України 12414, який був ухвалений з порушенням Регламенту Верховної Ради України та підпорядкував НАБУ та САП Генеральному прокурору.

## Життєпис
Директор ТОВ «Калинівський маслозавод» ЛТД. 
У 2002 та 2010 роках балотувався до Вінницької обласної ради. Мейдич працював помічником народного депутата Петра Гасюка.
З 2015 року — депутат Вінницької облради. Керівник фракції Всеукраїнського об'єднання «Батьківщина», член постійної комісії з питань регулювання комунальної власності та приватизації.
Довірена особа кандидата на пост Президента України Юлії Тимошенко на президентських виборах у 2019 році.
Кандидат у народні депутати від політичної партії ВО «Батьківщина» на парламентських виборах 2019 року (виборчий округ № 18, Іллінецький, Липовецький, Немирівський, Оратівський, Погребищенський райони). На час виборів: фізична особа-підприємець, член ВО «Батьківщина». Проживає в м. Вінниці.
Перший заступник голови комітету аграрної політики і земельних відносин у Верховній Раді України IX скликання (обраний 29 серпня 2019 року).

### Захворювання на коронавірусну хворобу
20 травня заступник голови Верховної Ради Олена Кондратюк повідомила, що Мейдич захворів на коронавірусну хворобу і вся фракція Батьківщини пішла на самоізоляцію. Депутати фракції здадуть тест і лише після того, як тест виявиться негативним, повернуться до роботи.